# África Brasil
África Brasil é o décimo quarto álbum de estúdio do cantor brasileiro Jorge Ben Jor, lançado em LP em 1976 pela Philips Records. Primeiro álbum desde Força Bruta, de 1970, que não conta com Paulinho Tapajós na produção, o disco representou um marco na carreira de Ben, sendo o disco no qual ele definitivamente trocou o violão acústico pela guitarra elétrica, movimento já iniciado no álbum anterior, e consolidou uma fusão de gêneros musicais e de técnicas composicionais entre a música afro-brasileira e a música popular negra estadunidense, algo no qual o compositor trabalhava desde o começo de sua trajetória.
Sucesso comercial e de crítica, o álbum foi eleito o 22º em lista dos 50 mais legais do mundo pela revista Rolling Stone e o número 67 em uma lista dos 100 maiores discos da música brasileira divulgada pela Rolling Stone Brasil.

## História

### Contexto
Desde o começo de sua trajetória musical no início da década de 1960, quando já se afastava dos arranjos de bossa nova que dominavam a cena musical brasileira daquela época, Jorge Ben manteve-se mais próximo dos aspectos da música popular afro-brasileira. E junto com a forte influência da música popular negra produzida nos Estados Unidos sobre seus primeiros discos, seu trabalho começou a ganhar mais visibilidade e criou as bases estilísticas daquilo que seria chamado de samba-rock pela crítica especializada, tornando-se a grande referência em torno desse subgênero musical caracterizado pela fusão da música popular negra do Brasil e dos Estados Unidos.
Essa fusão do samba com as influências da soul music e do funk chegou ao seu ápice em "África Brasil", que acompanhava a guinada mais pop e dançante que o mercado fonográfico brasileiro da MPB assumiria na virada da décadas de 1970 para 1980, e marcava uma mudança fundamental na carreira de Jorge Ben, quando o artista passava a se distanciar do estilo de composição que caracterizava a então MPB e se aproximar de vez de uma sonoridade mais pop, que lhe renderia maiores índices de vendas, um mercado mais amplo e seu espaço dentro do mainstream da música afro-brasileira.

### Composição
Paulinho Tapajós, que vinha trabalhando como produtor dos últimos álbuns de Ben, foi substituído por Marco Mazzola, que também ficou responsável pela sua mixagem. Junto ao novo produtor musical, trabalharam nos arranjos do disco músicos como o pianista José Roberto Bertrami, o saxofonista Oberdan Magalhães e o baterista Wilson das Neves. O primeiro, que já havia gravado com artistas como Raul Seixas, Rita Lee e Elis Regina, atuou especificamente nas faixas orquestradas de "África Brasil" e também participou de algumas faixas tocando sintetizadores, instrumentos que seriam utilizados largamente nos discos de Ben na década de 1980. Já Magalhães, que vinha pesquisando fusões com a black music, fundaria um ano depois o grupo de música soul brasileira instrumental Banda Black Rio. Das Neves também já trabalhava aliando as sonoridades da black music estadunidense e da música brasileira.
Contendo 11 faixas de sua autoria - algumas das quais regravações -, "África Brasil" contém uma sonoridade mais pesada, especialmente influenciada pelo funk e a soul music estadunidenses articulados aos recursos sonoros específicos da música afro-brasileira, em especial do samba e do ijexá, presentes no álbum. Pandeiros, cuícas, surdos, atabaques e outros instrumentos de percussão foram combinados a bateria, saxofone, trompete, baixo elétrico e guitarra elétrica, esta última tocada por Jorge Ben e que passaria a ser adotada definitivamente pelo compositor, que deixava o violão acústico que o marcava desde o começo de sua carreira. Essa configuração percussiva ainda contava com instrumentos típicos da música cubana, como as congas e as tumbas, oriundos da tradição afro-cubana e que conferiram uma sonoridade mais acústica em contraposição aos outros instrumentos eletrificados.
Reconhecido posteriormente como trabalho de caráter afirmativo da cultura negra, em uma época na qual ocorria a emergência dos movimentos negros no Brasil, em meio à um contexto de repressão política com a ditadura militar brasileira, "África Brasil" tem uma temática lírica explicitamente afro-brasileira. Mesmo que nem todas as letras abordem diretamente a temas da cultura afro-brasileira, esta está representada na seleção de instrumentos e de procedimentos rítmicos afins aos gêneros músicas de matriz africana desenvolvidos no Brasil, como o atabaque, instrumento de percussão típico do candomblé.
Essa associação é complementada por um estilo de cantar de Jorge Ben, ora privilegiando um ritmo mais agressivo e grave, influenciada pelo rock, como na faixa "África Brasil (Zumbi)", ora adotando um ritmo mais suave e sincopado, inspirado pela música soul, como na faixa "Xica da Silva" - duas das canções do LP e que remetiam a personagens de destaque na história do Brasil.

## Faixas
Todas as faixas escritas e compostas por Jorge Ben Jor. 
| Lado A |                                         |         |  |
| N.º    | Título                                  | Duração |  |
| 1.     | "Ponta de Lança Africano (Umbabarauma)" | 3:49    |  |
| 2.     | "Hermes Trismegisto Escreveu"           | 3:01    |  |
| 3.     | "O Filósofo"                            | 3:20    |  |
| 4.     | "Meus Filhos, meu Tesouro"              | 3:51    |  |
| 5.     | "O Plebeu"                              | 3:03    |  |
| 6.     | "Taj Mahal"                             | 3:04    |  |

| Lado B |                                 |         |  |
| N.º    | Título                          | Duração |  |
| 1.     | "Xica da Silva"                 | 4:03    |  |
| 2.     | "A História de Jorge"           | 3:45    |  |
| 3.     | "Camisa 10 da Gávea"            | 4:01    |  |
| 4.     | "Cavaleiro do Cavalo Imaculado" | 4:42    |  |
| 5.     | "África Brasil (Zumbi)"         | 3:31    |  |

## Lançamento e recepção
| Críticas profissionais | Críticas profissionais |
| Avaliações da crítica  | Avaliações da crítica  |
| Fonte                  | Avaliação              |
| ---------------------- | ---------------------- |
| Allmusic               | [ 15 ]                 |

Lançado em 1976 pela Philips, o álbum vendeu cerca de 60 mil cópias à época do lançamento, um número significativo para o mercado brasileiro à época. Embora não tenha sido o trabalho de maior sucesso de Ben, "África Brasil" tornou-se um dos álbuns da música popular brasileira mais celebrados pela crítica especializada, tanto nacional quanto internacional, baseada em suas características de produção, qualidade musical e ineditismo.
Para o site especializado Allmusic, a fusão musical do álbum produziu "um dos sons mais fascinantes já gravados no Brasil". Já no livro 1001 Albums You Must Hear Before You Die, o álbum é descrito como uma espécie de "manifesto do soul carioca", que combina o melhor de James Brown e Sly Stone.
Organizado e produzido pelo músico Charles Gavin em 2002, a gravadora Universal (detentora do catálogo da antiga Philips) relançou o álbum em versão remasterizada no formato cd. Naquele mesmo ano, foi escolhido como um dos 50 álbuns mais legais do mundo pela revista Rolling Stone, sendo o único disco brasileiro da lista. No ano seguinte, foi eleito o número 67 na lista dos 100 maiores discos da música brasileira divulgada pela Rolling Stone Brasil.

## Músicos
A banda Admiral Jorge V:
- Jorge Ben Jor: Voz e guitarra
- João Roberto Vandaluz: Piano
- Dadi Carvalho: Baixo
- Gustavo Schroeter: bateria
- Joãozinho Pereira: Percussão

Mais os músicos de apoio:
- Bateria e Timbales: Pedrinho e Wilson das Neves
- Teclados: José Roberto Bertrami
- Surdo: Luna
- Cuíca: Neném
- Percussão: Djalma Corrêa, Hermes e Ariovaldo
- Metais: Oberdan Magalhães e Márcio Montarroyos

## Ficha técnica
- Arranjos de Base: Jorge Ben Jor
- Arranjos de Orquestra: José Roberto Bertrami
- Arranjos de Vocal: Mazzola
- Direção de Produção e Estúdio: Mazzola
- Técnicos de Gravação: Ary Carvalhaes, Luigi Hoffer, Paulo Sérgio "Chocô" e João Moreira
- Auxiliar de Estúdio: Rafael Azulay
- Técnico de Mixagem: Mazzola
- Estúdio: Phonogram 16 canais
- Capa: Aldo Luiz
- Arte-final: Jorge Vianna
- Fotos: Orlando Abrunhosa
- Produção e Distribuição: Phonogram